# L'uomo che uccise Don Chisciotte
L'uomo che uccise Don Chisciotte (The Man Who Killed Don Quixote) è un film del 2018 diretto da Terry Gilliam.
Liberamente ispirato al Don Chisciotte della Mancia di Miguel de Cervantes, il film è noto come uno dei più estremi esempi di development hell della storia del cinema, con ben otto tentativi di realizzazione da parte del regista nell'arco di quasi vent'anni.
La pre-produzione del film venne avviata per la prima volta nel 1998, con Jean Rochefort come Don Chisciotte e Johnny Depp nel ruolo del co-protagonista Toby Grisoni. Le riprese cominciarono nel 2000 in Spagna con un budget di 32 milioni di dollari, ma, a causa di vari contrattempi e problemi finanziari, della distruzione di alcuni set e materiali dovuta a un'alluvione improvvisa e dell'abbandono di Rochefort per problemi di salute, il film venne cancellato in fase di riprese. Il materiale girato fu poi riutilizzato per la realizzazione del documentario Lost in La Mancha (2002), che ripercorre le vicende della travagliata produzione del film.
In seguito al fallimento del progetto, Gilliam perse i diritti della sceneggiatura, recuperandoli solamente nel 2006. Tra il 2006 e il 2016, la pre-produzione ricominciò a più riprese, con periodici cambiamenti nel cast e nella sceneggiatura: Robert Duvall, Michael Palin e John Hurt si succedettero nel ruolo di Chisciotte, mentre Depp, Ewan McGregor, Jack O'Connell e Adam Driver in quello di Grisoni. Tuttavia i tentativi di Gilliam si rivelarono puntualmente fallimentari a causa delle difficoltà a finanziare nuovamente il progetto e al conciliare la disponibilità degli attori. Nel 2017 il film riuscì definitivamente a completare con successo la produzione, con Jonathan Pryce nel ruolo di Chisciotte e Driver come Grisoni, diciannove anni dopo l'inizio della produzione originale.

## Trama
Toby Grisoni è un regista pubblicitario alle prese con le difficoltà della produzione di un nuovo spot a tema di Don Chisciotte. Durante una cena, Toby compra da un venditore ambulante gitano un DVD de L'uomo che uccise Don Chisciotte, un cortometraggio in bianco e nero che egli aveva creato dieci anni prima quando era studente. Nostalgico, Toby si ricorda di Javier, un vecchio calzolaio del posto che egli aveva assunto nel ruolo di Don Chisciotte, e di Angelica, la figlia di un barista di cui si era innamorato e alla quale aveva promesso di farne una diva.
Toby rintraccia il villaggio dove aveva girato il suo corto studentesco, Los Sueños, situato nella Spagna rurale, e scopre che le cose sono cambiate dopo dieci anni: Angelica è fuggita di casa per seguire i suoi sogni, e il vecchio Javier, convintosi di essere il vero Don Chisciotte, è sfruttato come fenomeno da baraccone per attirare i turisti. Javier scambia Toby per il suo fedele scudiero Sancio Panza e per un incidente causa un incendio al villaggio, mentre Toby fugge in moto tornando dalla sua produzione. Sul set arriva la polizia che arresta Toby per il sospetto di essere coinvolto nell'incendio scoppiato al villaggio, così come il gitano, che il capo della produzione (geloso nei confronti della moglie Jacqui, con cui in realtà Toby ha amoreggiato) ha accusato di essersi introdotto nella sua camera.
Quando però i due vengono condotti via dalla polizia, Javier ricompare vestito da Don Chisciotte a cavallo di Ronzinante, e si ferma sulla strada richiedendo la liberazione dei due arrestati. Nella colluttazione, i poliziotti vengono picchiati da Javier e uno di loro viene accidentalmente colpito da uno sparo mentre il gitano fugge alla guida della loro vettura e Toby a piedi nella radura, ma viene raggiunto da Javier con un asino e il suo costume di Sancho Panza. Lungo il cammino Javier e Toby vanno incontro a un gruppo di immigrati che Toby inizialmente considera dei terroristi, scopre dell'oro e la sua ragione inizia gradualmente a essere consumata dalle illusioni di Javier.
Dopo essersi separato da Javier, Toby incontra Angelica, la quale rivela di essere diventata una modella, assunta come escort di Alexei Miiskin, un aristocratico russo a capo di un'azienda di vodka. Toby si separa da Angelica quando vengono fotografati da un uomo di Miiskin e Javier li raggiunge, incoraggiando Toby a seguire Angelica e combattere per liberarla. Sulla strada Javier va incontro alla sua nemesi, il Cavaliere degli Specchi, che si scopre essere il padre di Angelica, che con gli altri abitanti del villaggio sta prendendo parte alla fantasia malata di Javier per riportarlo indietro, in quanto il suo spettacolo turistico ha lo scopo di contenerlo. Disorientato, Javier fugge mentre il padre di Angelica sferra un pugno a Toby per avergliela portata via.
Toby si risveglia in un nascondiglio e vede Javier frustarsi con dei rovi per dimostrare il suo amore verso Dulcinea del Toboso. Quando Toby porta Javier presso un fiume per guarire le sue ferite, viene raggiunto da Jacqui, vestita in abiti del XVI secolo per prendere parte a una festa in costume che si terrà alla dimora di Miiskin. Qui Javier viene ridicolizzato da Miiskin e i suoi ospiti per divertimento, mentre Toby tenta invano di scappare con Angelica; in seguito viene condotto dal gitano in una stanza superiore con Angelica, ma questa si rivela essere Jacqui, che si fa avvistare con Toby dal capo, il quale s'incammina per salire su e raggiungerli, mentre la vera Angelica sta per essere bruciata viva. Toby si prepara a combattere il capo, ma l'individuo che entra nella camera e che Toby fa cadere dalla finestra si rivela essere Javier. Il rogo di Angelica si rivela una messa in scena mentre Javier soccombe all'impatto della caduta e muore tra le braccia di un incredulo Toby.
Il mattino seguente Angelica e Toby si recano a portare il corpo di Javier per sotterrarlo a Los Sueños e per la strada passano presso il set della pubblicità su cui lavora il team di Toby. Quest'ultimo immagina di vedere dei giganti e si precipita a combatterli, finendo invece per essere colpito quasi a morte dalle pale di un mulino. Ripresosi, Toby afferma di essere Don Chisciotte come faceva Javier e parte verso nuove avventure con Angelica nel ruolo di Sancho.

## Produzione

### Primo sviluppo (1998-2000)
Nel marzo 2000 il regista Terry Gilliam ebbe la conferma dai produttori per la realizzazione del film. Il progetto del film era assai ambizioso, con un budget di più di 32 milioni di dollari e sarebbe stato tra le più costose produzioni cinematografiche realizzate con fondi esclusivamente europei (Spagna, Francia e Regno Unito).
I realizzatori del film incompiuto sarebbero stati Terry Gilliam alla regia, Rene Cleitman e José Luis Escolar come produttori, Bernard Bouix come produttore esecutivo, Gilliam e Tony Grisoni alla sceneggiatura, Nicola Pecorini come direttore della fotografia, Benjamín Fernández alla scenografia, Gabriella Pescucci e Carlo Poggioli per i costumi.

#### Sceneggiatura
Data la vastità del materiale letterario di Cervantes (il celebre romanzo picaresco Don Chisciotte della Mancia), Gilliam e lo sceneggiatore Tony Grisoni pensarono di riadattare la storia ispirandosi al romanzo Un americano alla corte di re Artù di Mark Twain. Nel nuovo soggetto Sancho Panza, lo scudiero di Don Chisciotte, sarebbe dovuto apparire solo all'inizio, per poi esser sostituito da Toby Grosini, un uomo del ventunesimo secolo scaraventato indietro nel tempo, che il protagonista avrebbe confuso per Panza.

#### Cast
- Nel marzo del 2000 Johnny Depp fu scelto per interpretare Toby Grisoni dallo stesso regista, dopo gli ultimi successi insieme[1].
- La parte di Don Chisciotte venne affidata all'attore francese Jean Rochefort, il quale ha dovuto imparare l'inglese in sette mesi di preparazione[1].
- Rochefort e Depp furono gli unici a girare alcune scene (escludendo le comparse)[1].

Il resto del cast scelto, che non ha avuto modo di recitare, sarebbe stato composto da Vanessa Paradis nel ruolo di Altisidora (riuscì solo a fare le prove per i costumi e per il trucco), Miranda Richardson, Ian Holm, Jonathan Pryce, Christopher Eccleston, Bill Paterson e Peter Vaughan.

#### Riprese
L'intero film si sarebbe dovuto girare in Spagna e in altre parti d'Europa.
Le riprese iniziarono nel settembre del 2000 in una zona deserta a nord di Madrid, vicino a una base militare. Sarebbero terminate entro il 2001. A causa di enormi problemi (per esempio il costoso set della pellicola che venne danneggiato da un violentissimo nubifragio), in particolar modo riguardanti la salute del protagonista Jean Rochefort, sofferente a causa di una doppia ernia del disco e una prostatite, le riprese vennero immediatamente interrotte. Solamente Johnny Depp e il protagonista girarono qualche scena.
Le poche riprese del film finirono nel documentario Lost in La Mancha.

#### Cancellazione
Come mostrato nel documentario Lost in La Mancha, le prime riprese in location furono in una zona deserta a nord di Madrid, vicino a una base militare. Come primo problema ci furono i jet F16 che volavano in continuazione sopra il set, rendendo le registrazioni degli attori incomprensibili. La situazione non era molto grave: il tutto si sarebbe sistemato grazie al doppiaggio in post-produzione. In seguito la troupe venne colpita da un nubifragio, che rovinò l'equipaggiamento e ridusse il terreno un pantano: per alcuni giorni fu impossibile tornare sul posto. Una volta ritornata, la troupe si trovò davanti a uno scenario completamente diverso: le dune desertiche, che caratterizzavano la location, erano quasi del tutto sparite e il colore del terreno era cambiato. Poi l'improvvisa partenza di Jean Rochefort, costretto a tornare a Parigi a causa di un'infezione alla prostata: la produzione attese il ritorno di Rochefort, concentrandosi su scene che non lo coinvolgevano ma a pochi giorni di distanza divenne chiaro che il ritorno dell'attore sarebbe stato difficile. Quest'ultimo fatto fu un duro colpo per Gilliam; aveva speso due anni per trovare l'attore giusto per Don Chisciotte, più altri sette mesi serviti a Jean Rochefort per imparare l'inglese. La produzione venne cancellata.
Dopo l'annullamento della produzione, le compagnie di assicurazione si sono impossessate della sceneggiatura e hanno risarcito gli investitori della pellicola, con circa 15 milioni di dollari.

### Tentativi successivi (2005-2016)
Nel 2002 iniziarono a circolare alcune indiscrezioni che volevano una possibile ripresa della produzione, forte del sostegno di Gilliam e dei suoi investitori. Nel 2005 il produttore Jeremy Thomas (Tideland - Il mondo capovolto) espresse la propria personale convinzione secondo cui il film avrebbe dovuto essere realizzato.
Nel 2008 Gilliam e Thomas annunciarono di essere riusciti ad avviare un preliminare sviluppo per un film completamente nuovo, lasciando alle spalle il materiale già girato e riformulando il personaggio di Rochefort. Gilliam spiegò d'aver pensato a Robert Duvall per Don Chisciotte, affiancato forse da Johnny Depp visto il suo attaccamento al progetto.
A causa di alcuni ritardi della produzione dovuti a problemi non meglio specificati, Depp annunciò che in base al contratto stipulato in precedenza con la The Walt Disney Company, per la quale avrebbe dovuto partecipare a due pellicole della casa, avrebbe molto probabilmente contribuito ad allungare ulteriormente i tempi già lenti della realizzazione e che per questo forse stava decidendo di uscire definitivamente dal film. Dal momento che i produttori annunciarono le riprese entro l'inizio del 2010, l'attore acconsentì a rimanere pur ammettendo che nel suo calendario lavorativo avrebbe dovuto sapere nello specifico le date di produzione per poter rendere un suo reale e sicuro coinvolgimento. Si pensò a Colin Farrell per sostituirlo.
Nel 2009 il film entrò in piena preproduzione. Dopo aver richiesto e ottenuto la riconcessione dei diritti della sceneggiatura, Gilliam iniziò a lavorare sulla sceneggiatura insieme a Tony Grisoni nel gennaio 2009, dicendosi speranzoso di terminarla entro un mese. Jeremy Thomas fu incaricato della produzione via Recorded Picture Company. La vendita dei diritti di distribuzione internazionale fu affidata alla HanWay Films.
Ewan McGregor fu inoltre confermato nel cast artistico.
Il 5 settembre 2010 la rivista Variety riportò le dichiarazioni di Terry Gilliam, il quale aveva rivelato poco tempo prima che a causa della mancanza di fondi la produzione era collassata un mese prima circa (ad agosto), poche settimane prima dell'inizio di riprese, provocando quindi il rinvio a tempo indeterminato della lavorazione. Comunque, Gilliam tenne a precisare che altre procedure importanti, come la selezione del cast artistico, erano terminate, con Duvall a svolgere il ruolo principale e McGregor ad affiancarlo e che la ricerca di nuovi investitori era appena partita.

### Secondo sviluppo (2017)
Il 16 luglio 2016, in un'intervista, lo stesso Gilliam annuncia che le riprese sarebbero partite a ottobre in Spagna. Le riprese, iniziate il 27 febbraio 2017 e concluse il 4 giugno, si sono tenute alle Isole Canarie, Convento dell'Ordine di Cristo, San Martín de Unx, Castiglia-La Mancia, Gallipienzo e Olite.
Il budget è stato di 17000000 $.

## Promozione

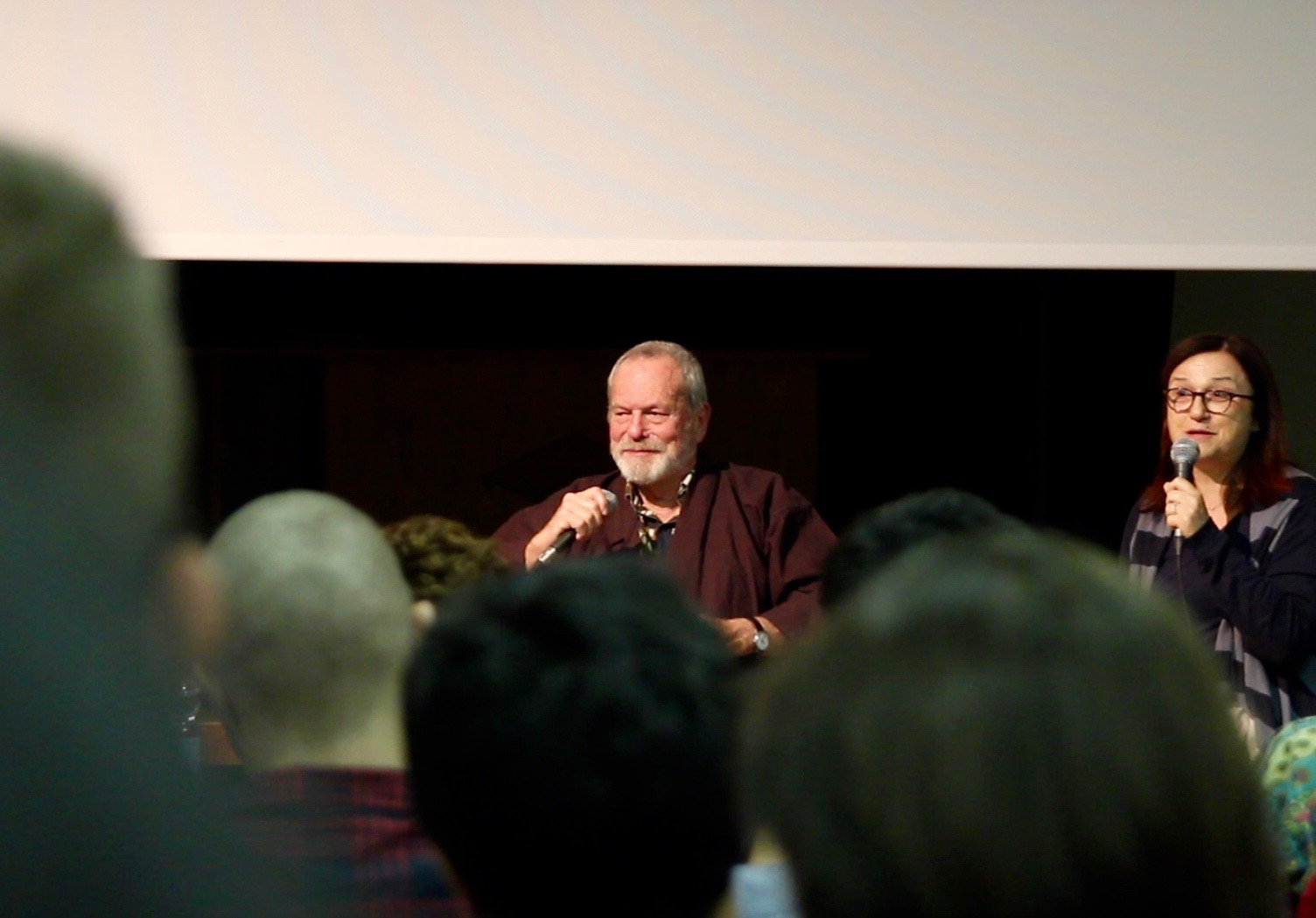
Terry Gilliam durante la presentazione del film a Bologna

Il primo trailer è stato distribuito il 5 aprile 2018.

## Distribuzione
Il film è stato presentato fuori concorso al 71º Festival di Cannes il 18 maggio 2018, come film di chiusura del festival. Originariamente avrebbe dovuto concorrere per la Palma d'oro, ma lo scoppio di una causa legale tra Gilliam e l'ex produttore Paulo Branco ha costretto i produttori a togliere il film dalla competizione.
È stato distribuito nelle sale cinematografiche francesi da Océan Films a partire dal 19 maggio 2018 e in quelle italiane dal 27 settembre dello stesso anno.